# Konjeniški kip Henrika IV.
Konjeniški kip Henrika IV. je bronasti konjeniški kip, ki ga je dokončal Pietro Tacca. Kip, ki zdaj stoji na mostu Pont Neuf v Parizu, je posredno naročila Marija Medičejska za svojega moža, francoskega kralja Henrika IV. Prvotni umetnik po naročilu, Giambologna, je umrl, preden je bil dokončan, nato je Pietro Tacca prevzel naročilo. Sam kip je bil postavljen leta 1614. Leta 1792 so ga med francosko revolucijo porušili, a so ga pozneje do leta 1818 ponovno zgradili.

## Opis
Prvi kip Henrika IV. prikazuje kralja, ki jezdi svojega konja, in je postavljen na vrh dvignjenega podstavka. Na vsakem od štirih vogalov podstavka je bronast kip vklenjenega sužnja. Zasnovo podstavka je izdelal Ludovico Cigoli s pomočjo Pietra Tacca, Pietra Francavilla in Francesca Bordonija pri ustvarjanju.
Po risbah Ludovica Cigolija, medičejskega dvornega umetnika, so bili sužnji upodobljeni z evropskimi potezami in pozirali z Michelangelovsko zvitostjo. Vsi štirje sužnji počivajo na spodnji polici podstavka in so priklenjeni na harpije za njimi na zgornjih vogalih podstavka. Na Ludovicovi risbi so sužnji zvezani s trakovi okoli rok in priklenjeni na boke harpij. Druge podrobnosti na podstavku so prizori bitke na levi in verjetno desni strani kipa, skupaj z »sedečimi mladeniči, ki nosijo klešče«.
Po mnenju Victorie Thompson sta na pozo kralja in konja močno vplivala rimski cesar Mark Avrelij in njegov konjeniški kip. 

## Zgodovina

### Naročilo
Marija Medičejska je bila prva oseba, ki je želela ustvariti kip Henrika IV. Leta 1604 je najverjetneje ona prepričala svojega strica Ferdinanda I., da je naročil miniaturo želenega bronastega kipa. Zaradi pomislekov o potencialno počasnem tempu dokončanja dejanskega kipa (zaradi Giambolognove starosti v tistem času) je želela skrajšati postopek. To je storila tako, da je predlagala idejo, ki prihrani čas. Ferdinandu I. je predlagala, da bi ga lahko uporabili namesto prvotne ideje za figuro, ker sta bila bronasto telo in konj njegovega kipa že izdelana. Zamisel je zavrnil, vendar je predlagal, da bi namesto tega ponovno uporabili kalupe za njegovega konja.
Ferdinando I. je nato obiskal Giambolongnovo delavnico, da bi si ogledal delo, ki je bilo opravljeno. 17. septembra in 6. novembra 1607 je videl ulivanje konja in potencialno drug napredek, ki je bil dosežen. Marija Medičejska je v letih 1606–1608 sama preverila delavnico. Z dvorjani je spremljala napredek kipa. Eden z imenom Calvaliere Camillo Guidi je bil uporabljen za obveščanje kralja in kraljice o vsem v zvezi z dokončanjem kipa, pa naj je šlo za pomanjkanje dela ali celo denarja.

### Zamuda
Skrb glede časa je Giambologno prisilila, da mu je pri projektu pomagal pomočnik Pietro Tacca. Tacca je bil tisti, ki je v bron ulil tako konja kot telo Henrika IV. Bil je tudi tisti, ki je izdelal glavo kipa in dodatne okraske na sprednji strani Henrika IV. Ko je Giambolongna umrl avgusta 1608, je moral celo prevzeti projekt. V času Giambolognove smrti je Pietro Tacca delal na naročilu za poroko velike vojvodinje Cristine. Drug primer je vključeval slabo vreme, ki je proti koncu leta 1608 preprečilo ulivanje konja v bron.
Prišlo je tudi do zamud pri transportu kipa iz delavnice v Pariz. Pietro Tacca in Giovan Battista Cresci sta morala stehtati kip, kar je terjalo čas, ki ga Marija Medičejska ni želela izgubljati. Potem ko so deli kipa prispeli v Livorno, je prišlo do zastoja, saj se skoraj eno leto nihče ni odločil, da bi ga prepeljal. Prišlo je do različnih drugih zamud, kot so zapleti pri prevozu z ladjo, na primer po pristanku v Savoni, kjer so deli kipa vsaj teden dni obtičali na dokih pristanišča.

### Dokončanje
Preden je bil kip dokončan, je bil Henrik IV. umorjen. To je nato še povečalo pomen kipa, saj bi takrat že moral biti dokončan. Čeprav uradni datum dokončanja kipa ni znan, viri, ki jih je zbrala Kathrine Watson, navajajo, da se je Baldinucci seznanil z njegovim dokončanjem leta 1611. Kip so nato 5. marca 1612 odpeljali iz delavnice, potem ko so ga stehtali za transport. Kip kralja in konja so postavili na njegovo podnožje na Pont Neuf leta 1614.

## Uničenje originala
Med francosko revolucijo leta 1792 so originalni kip podrli z mesta na Pont Neufu.  Približno v tem času so številni državljani postali nezaupljivi do svojega kralja, Ludvika XVI., zaradi naraščajočih sumov, da je izdajalec. Bilo je 11. avgusta 1792, ko so državljani podrli kipe Ludvika XIII., Ludvika XIV. in Ludvika XV. Kip Henrika IV. je bil podrt naslednji dan. Ta zamuda je bila posledica »simboličnih vrlin«, ki so jih imeli ljudje revolucije.
Oba, Jezdec in konj sta bila uničena, prihranjeni so bili le trije deli kralja in del konja. Štirje sužnji na podstavku, skupaj s štirimi deli kralja in konja, so bili rešeni in jih zdaj hranijo v Louvru. 

## Obnova
Pred francosko revolucijo so ljudje, ki so izvedeli za prispevke Henrika IV. k zgodovini in blaginji Francije, imeli za vzor dobrega kralja. To je prispevalo k simbolizmu kipa in njegovi vključitvi v kraljeve slovesnosti. Sčasoma so se ustne zgodbe in spomini ljudi nadaljevali, kar je okrepilo pomen kipa, saj je predstavljal pomembne ideje in vrednote, ki so jih Francozi imeli za svoje bodoče kralje, kot je Ludvik XVI. Ko se je začela revolucija in je rasel sum proti Ludviku XVI., je prišlo do nasprotja s pogledi in željami ljudi o tem, kaj naj bi njihov kralj predstavljal.
Ko je Ludvik XVIII., brat Ludvika XVI., ponovno vstopil v Pariz, je na Pont Neufu stal začasni nadomestni kip iz pariškega mavca. To je omogočil minister za notranje zadeve Jacques-Claude Beugnot. Zaradi primerjav Ludvika XVIII. s Henrikom IV. in zaradi želja mnogih ljudi so načrti za obnovo kipa stekli.
Bron za nov kip je bil pridobljen iz kipa Louisa Charlesa Antoina Desaixa, pa tudi iz kipa Napoleona na trgu Vendôme. Nova različica kipa, ki jo je izdelal François-Frédéric Lemot, je bila dokončana do leta 1818.
Kip, ki ga lahko vidimo danes, se razlikuje od originala. Sedanji kip še vedno ohranja ikonično pozo Henrika IV. in njegovega konja, vendar so glavne razlike vidne na podstavku. Sužnji, harpije in mladostniki iz prejšnje različice niso bili vključeni v današnjo različico dela.